# Orlando Piani
Orlando Piani (Modigliana, Província de Forlì-Cesena, 24 de març de 1893 - Orange, Estats Units, 16 d'octubre de 1975) va ser un ciclista italià, que va competir a les primeres dècades del segle xx. El seu resultat més important fou la medalla de bronze al Campionat del món en velocitat, quan ja tenia 37 anys, i només al darrere de Lucien Michard i Piet Moeskops.

## Palmarès
- 1919
  -  Campió d'Itàlia en Velocitat